# L'Ascension des élus
L'Ascension des élus est un tableau peint par Dirk Bouts vers 1470. Le tableau est conservé au palais des Beaux-Arts de Lille.

## Histoire
Le tableau provient d’un triptyque du Jugement dernier commandé par la ville de Louvain à Dirk Bouts en 1468. Seuls les deux panneaux latéraux sont parvenus jusqu'à nous : à gauche, L'Ascension des élus figurant le paradis et à droite, La Chute des damnés figurant l'enfer. Les sujets du paradis et de l’enfer sont traités d’après la Bible, aux chapitres relatant la Genèse (2, 10) et l’Apocalypse, et un manuscrit irlandais du XIVe siècle, le Purgatoire de Saint Patrick écrit par Bérol, qui raconte le voyage légendaire du chevalier Owein dans l’au-delà.

## Description
Au centre du tableau, se trouve la fontaine de vie qui dessert les quatre fleuves du jardin d’Eden. Au premier plan, un ange aux ailes noires guide les élus vers le paradis. À sa droite, les élus le suivent les mains jointes. Les femmes sont coiffées à la mode du Moyen Age, longs cheveux ondulés et front épilé jusqu’à la hauteur des oreilles. À leur gauche, des oiseaux chantent sur un rocher moussu. Le sol est parsemé de pissenlits, de violettes, de fraises de bois symbolisant, respectivement, la saveur amer de la Passion du Christ, l’humilité, la couleur du sang. Des pierres précieuses s’écoulent des fleuves, la prairie est émaillée de fleurs, comme le décrit Owein. Dans la partie supérieure du tableau, des élus montent sur une colline pour accéder au paradis céleste. Tout en haut au centre, un tunnel de lumière conduit du jardin d'Eden au paradis céleste.
Bouts se sert de l'étagement des plans pour rendre la profondeur du paysage, les couleurs sont saturées au premier plan quand elles s'éclaircissent et acquièrent une dominante bleutée dans le lointain.

## Postérité
Le tableau fait partie des « 105 œuvres décisives de la peinture occidentale » constituant le musée imaginaire de Michel Butor.